# Saalmulleria dubiefi
Saalmulleria dubiefi är en fjärilsart som beskrevs av Pierre E.L. Viette 1974. Saalmulleria dubiefi ingår i släktet Saalmulleria och familjen träfjärilar. Inga underarter finns listade i Catalogue of Life.